# هما أباد عليا
هما أباد عليا هي قرية في مقاطعة نائين، إيران. عدد سكان هذه القرية هو 239 في سنة 2006.